# Keramik

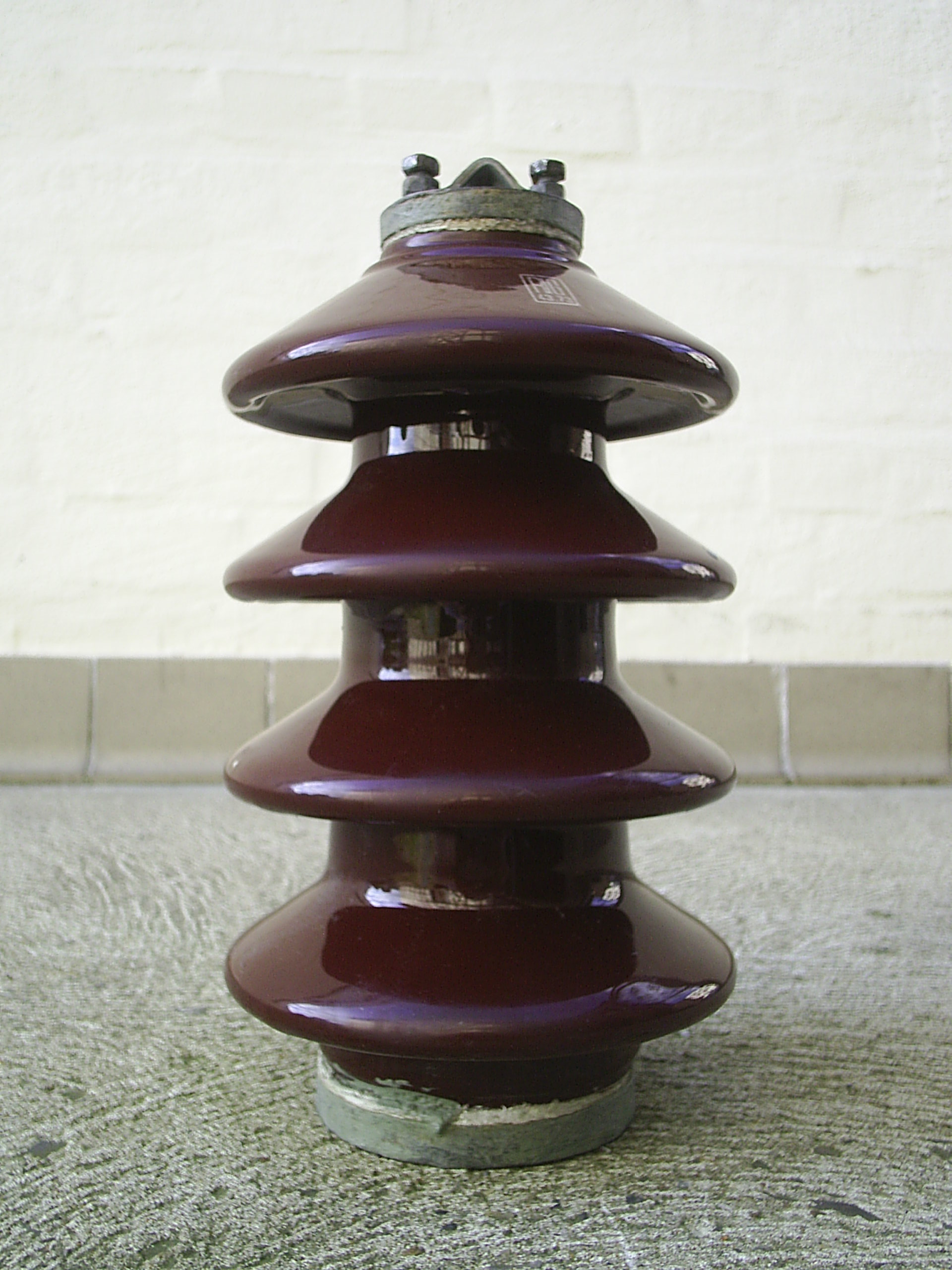
Elektrisk högspänningsisolator

Keramik (av grekiska: keramos, krukmakarlera) betecknar såväl framställningen, som själva godsen av bränd plastisk lera, såsom lergods, stengods, flintgods, porslin med flera. Keramer är en grupp material som liknar keramik och inkluderar icke lerbaserade material. En personer som yrkesmässigt framställer keramik kallas keramiker.

## Historik
Principen att bränna föremål i lera för att åstadkomma föremål är mycket enkel och mycket gammal. Ett av de äldsta kända föremålen i keramik är Venus från Dolní Věstonice, omkring 26 000 år gammal, tillverkad av lera magrad med benmjöl. Keramik har dock liten praktisk nytta hos nomadiska folk, eftersom keramikföremål är opraktiska och tunga att ha med i flytten, och det är först med framväxten av jordbruket som förvaringskärl av keramik börjar tillverkas i större omfattning. I vissa nomadiska kulturer där man vistats under längre tid på samma plats har keramik förekommit. De äldsta fynden av keramik i Kina är 16 000–20 000 år gamla. "Uppfinningen" har gjorts flera gånger inom olika kulturer oberoende av varandra. Drejskivan uppfanns av sumererna omkring 4 000 f. Kr. Den fotdrivna drejskivan kom dock först runt tiden för Kristi födelse.

## Godstyper

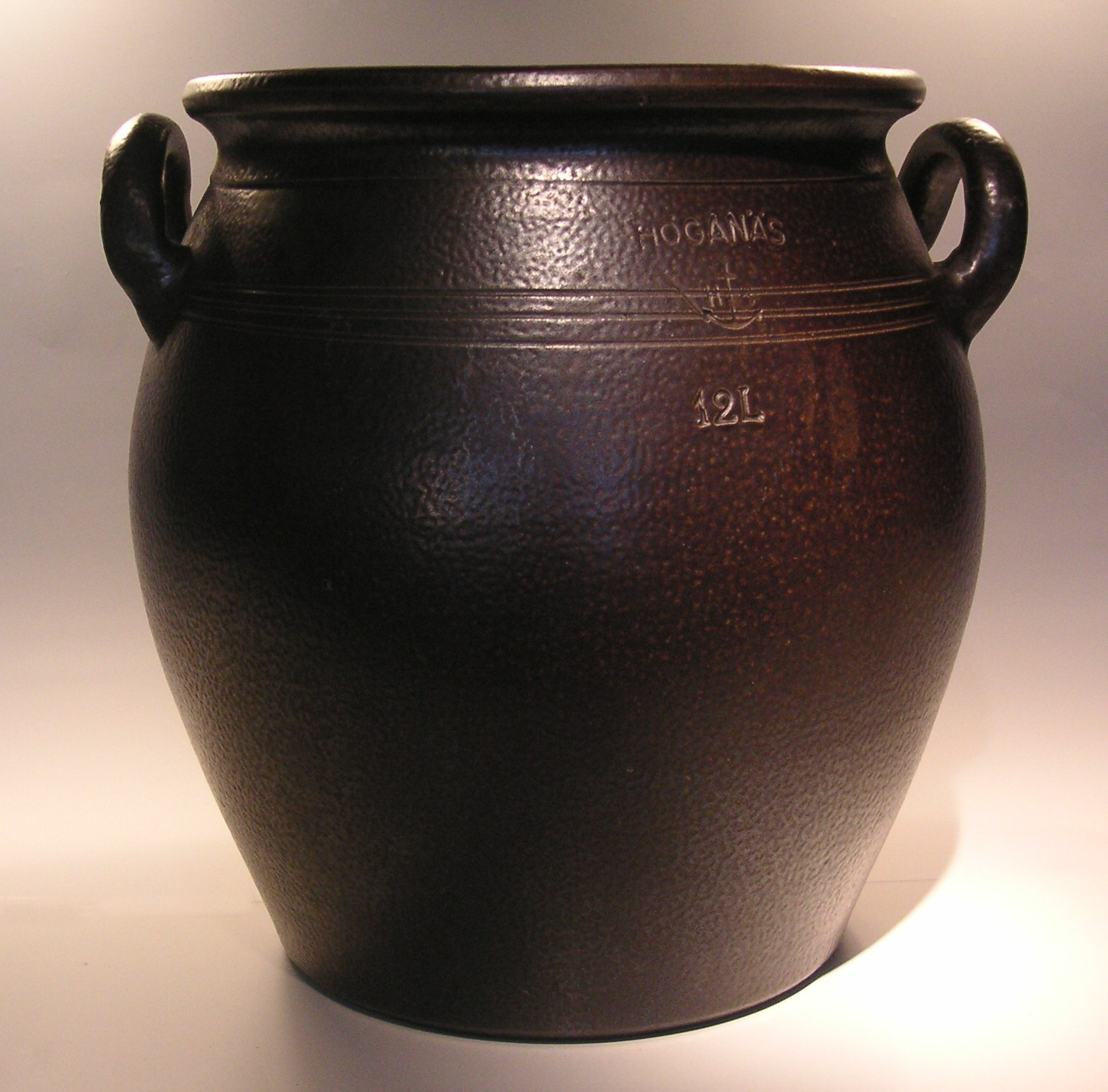
En drejad kruka i saltglaserat stengods från Höganäs AB

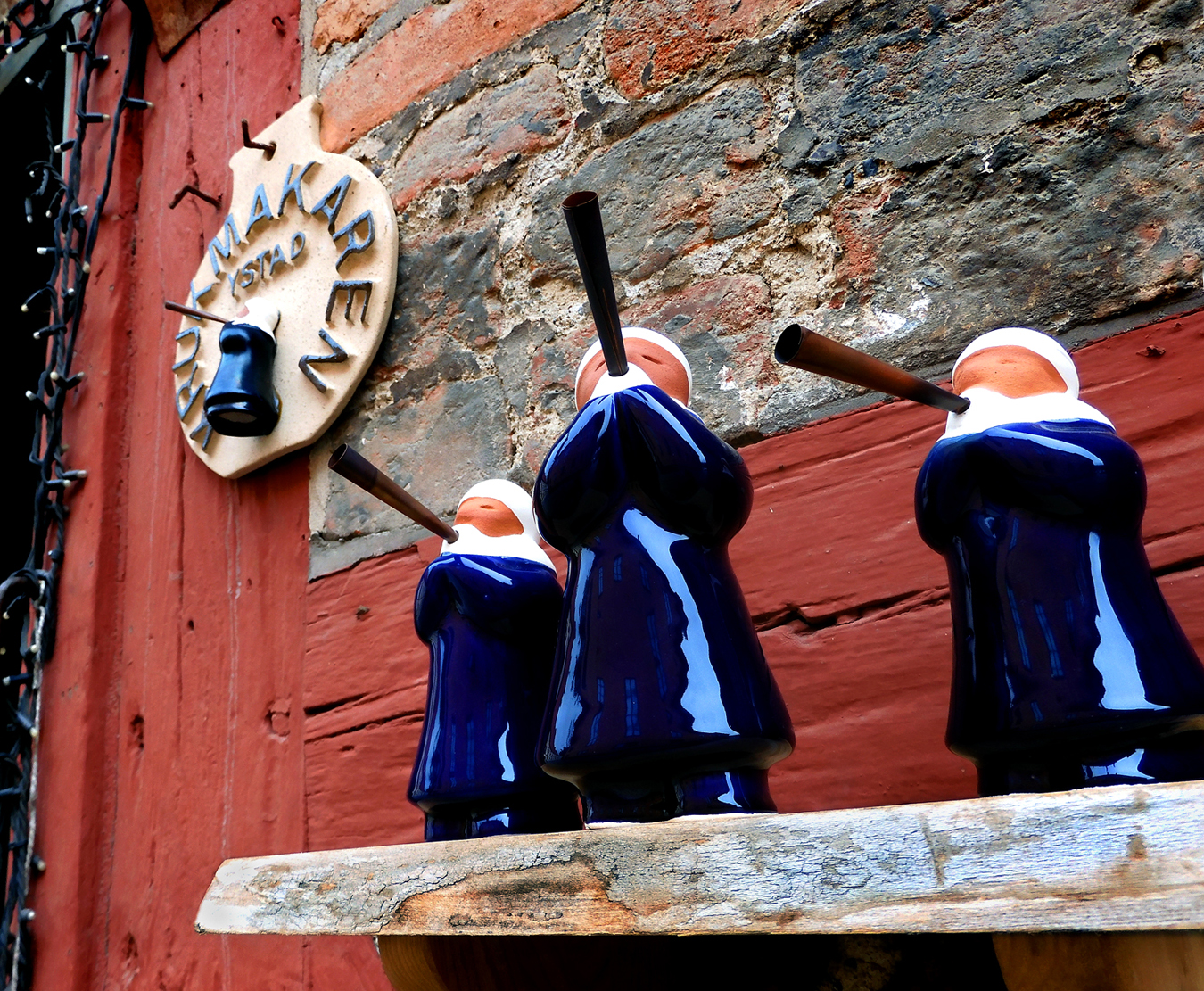
Figurer i keramik av Lurblåsaren /Tornväktaren i Ystad.

Keramiskt gods kan efter hårdhet, transparens och glasyrens beskaffenhet delas i huvudgrupper:
1. oglaserat lergods
  1. gods bränt utan syretillförsel (svartgods)
  2. gods bränt med syretillförsel (rödgods eller terrakotta)
2. lergods med transparent glasyr (blyglasyr och saltglasyr)
3. lergods med täckande glasyr (tennglasyr), fajans
4. lera som är bränt så högt att leran har sintrat, det vill säga att kvartset i leran har smält samman så att glasyr inte är nödvändig för tätheten, godset kan dock ändå vara glaserat
  1. olika former av porslin
  2. stengods

## Bearbetningsmetoder
Lera måste göras smidig innan den används för drejning och dylikt. Viktigt att tänka på innan bearbetning påbörjas är att göra leran homogen det vill säga att arbeta bort eventuella kvalitetsskillnader, luftbubblor med mera i lermassan genom att slå leran, knåda eller att köra i en så kallad lerkvarn. Lera man köper i paket från lerfabriker numera är färdigbearbetad och luftfri, och behöver inte förberedas för användning. Formning av materialet kan ske med händerna, med verktyg eller i någon form.
- Kavling
- Tumning
- Ringling
- Klappning
- Drejning
- Gjutning

Efter formning av en produkt behöver materialet härdas, vilket kan innefatta torkning och bränning, med iakttagande av rätt temperatur för att kristallernas sammansättning ska bli den önskade. När materialet är härdat kan ytbehandling ske, såsom glasering vilket också sker vid hög temperatur.

## Annan klassificering
Klassificering av keramik kan också göras efter applikationsområde: hushållskeramik, prydnadskeramik, teknisk keramik, dental keramik, sanitetsporslin etc. Önskvärda egenskaper hos många keramiska material som utnyttjas är elektrisk isolering, värmetålighet, hårdhet/slitstyrka, kemisk stabilitet, lätthet att hållas rent, ogenomsläpplighet, formbarhet, lämplighet för ytbehandling och så vidare. Vanliga föremål av keramik är kondensatorer, högspänningsisolatorer, motordelar, bromsar och laboratorieutrustning. Speciell keramik kan utföras med skärande egg. Ytbehandlingsmöjligheten gör att många keramiska material är lämpliga för dekoration, exempelvis med glasyr.
Även motsatta egenskaper hos vissa keramiska material kan utnyttjas: ett poröst material kan släppa igenom vätska och gas och därmed fungera som filter. Piezoelektriska element är också en vanlig specialanvändning av keramer.

## Samlingar
Större samlingar keramik finns i Sverige bland annat på Höganäs Museum och Konsthall, Gustavsbergs porslinsmuseum och Rörstrand museum.